# Royal Armouries

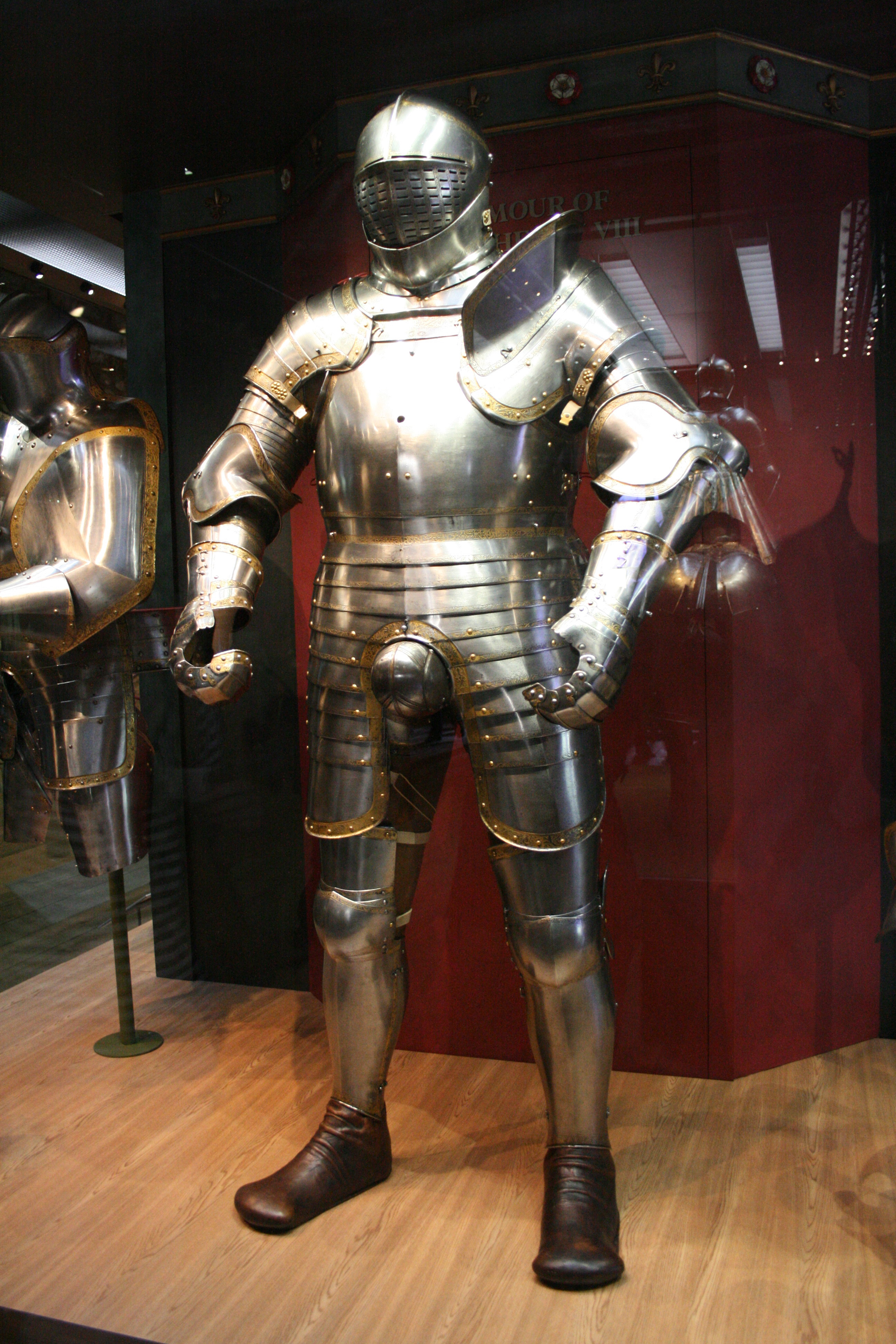
Rüstung von Heinrich VIII. im Tower of London

Royal Armouries ist das nationale britische Museum für Waffen und Rüstungen. Das Museum geht auf die Waffenwerkstatt der englischen Könige im Tower of London zurück. Bei dem im 15. Jahrhundert gegründeten Museum handelt sich um das älteste Museum des Vereinigten Königreichs und eines der ältesten Museen der Welt. Heute ist der größte Teil der Sammlung in einem Museum in Leeds ausgestellt, kleinere Teile der Sammlung befinden sich weiterhin im White Tower des Tower of London, im Fort Nelson in Portsmouth sowie im Frazier History Museum in Louisville, Kentucky, USA.

## Sammlung
Royal Armouries besitzt eine der größten Sammlungen für Waffen und Rüstungen der Welt. Neben diesen Sammlungen bewahrt Royal Armouries auch die Archive des Tower of London auf und sieht sich als Hüter von dessen Geschichte.

## Personal
Das Museum ist seit dem National Heritage Act von 1983 eine rechtlich unabhängige Stiftung. Ursprünglich war es Teil des britischen Verteidigungs-, später des Umweltministeriums.
Das Personal des Museums ist oft mit der Ausstattung und der Beratung historischer Fernsehserien und Filme beschäftigt. Dazu gehörten bisher beispielsweise Heinrich V. von 1944 ebenso wie Henry V. von 1989, Hamlet von 1990, Robin Hood von 2010, Braveheart, Rob Roy oder Königreich der Himmel.

## Geschichte

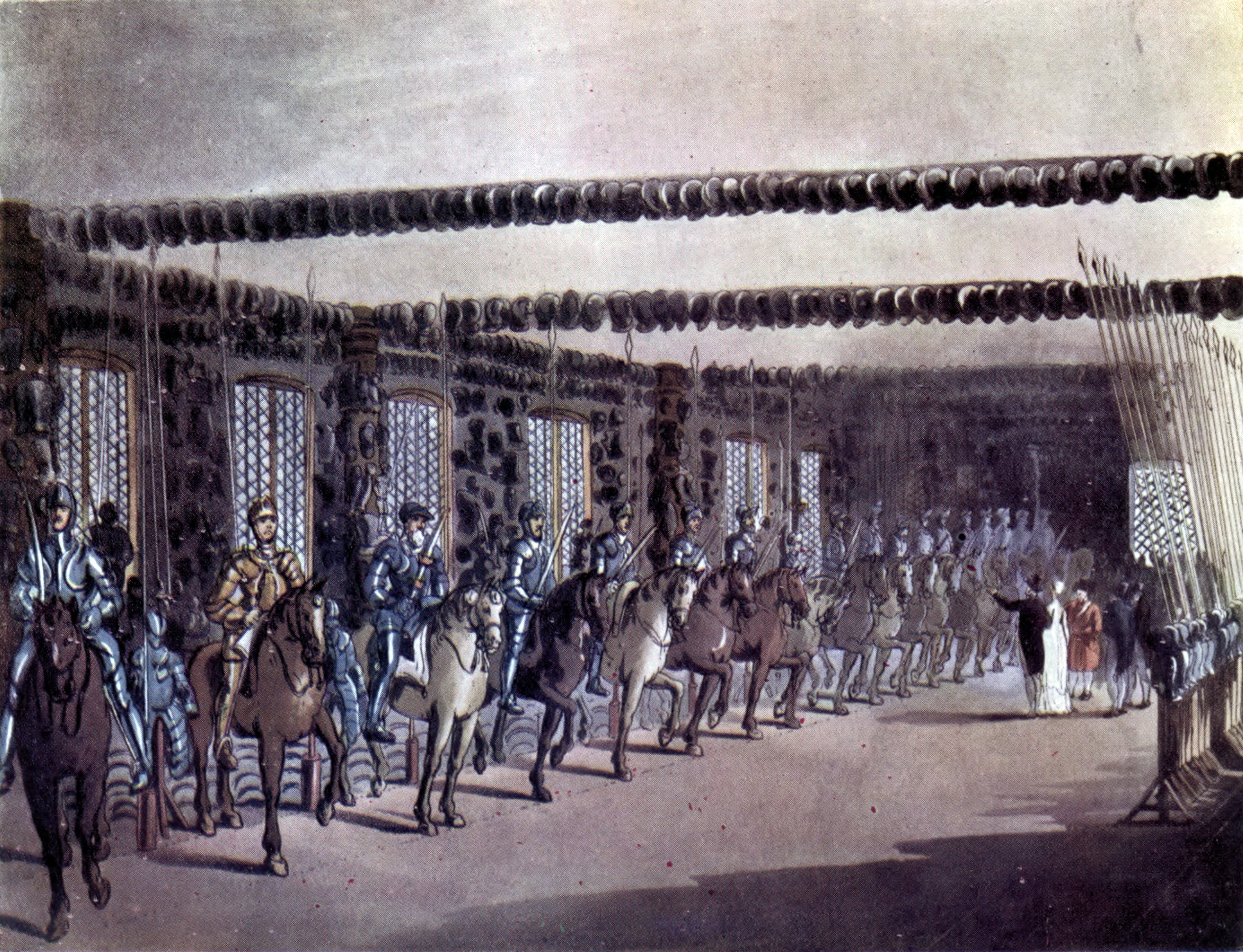
Line of Kings, Teil der Ausstellung, 1810

### Spanish Armoury und Line of Kings
Der Tower war aufgrund seiner eindrucksvollen Gestalt, der Tower-Menagerie und seiner mit zahlreichen Legenden verbundene Geschichte schon früh Objekt von Interesse, und Menschen begannen ihn besuchen. Bald fanden auch die umfangreichen Waffenlager, die das Board of Ordnance unterhielt, Interesse. Die frühesten Nachweise über Besucher, die die Sammlungen des Towers gegen Eintrittsgeld besichtigen konnten, existieren von Paul Hentzner und vom Basler Joseph Platter 1599, der 21 Schilling für seinen Besuch der Sammlungen im White Tower bezahlte.
Die Idee, die Waffen und andere militärische Ausrüstungsgegenstände für Besucher herzurichten und sie gezielt auszustellen, stammt vermutlich aus der Regierungszeit von Karl II. Das ursprünglich The Spanish Armoury benannte Museum stellte im Tower of London vor allem Relikte des Siegs über die Spanische Armada aus, zeigte aber auch bereits in seinen Anfängen historische Stücke wie Rüstungen und Waffen von Heinrich VIII. oder Keulen, mit denen sich im 9. Jahrhundert sächsische Engländerinnen gegen angreifende Dänen gewehrt haben sollen.
Gleichzeitig mit der Spanish Armoury entstand die Line of Kings. Hier standen lebensgroße Figuren ehemaliger britischer Könige auf Pferden, ausgestattet mit Waffen und Rüstungen ihrer Zeit. Die Authentizität der Waffen und Rüstungen war dabei je nach König sehr unterschiedlich.
Im 17. Jahrhundert befand sich die Ausstellung in einem der Lagerhäuser, die nördlich des White Towers standen. Als diese in den 1680ern für den Bau des Grand Storehouses abgerissen wurden, zog die Spanish Armoury in ein neu gebautes Gebäude im innersten Festungsring um. Dieses stand in der Mauer nördlich des Wakefield Towers und ist heute auch nicht mehr vorhanden. Nach mehreren Jahren im Provisorium zog die Sammlung zu Beginn des 18. Jahrhunderts in die New Armouries.

### Small Armouries und Artillery Room

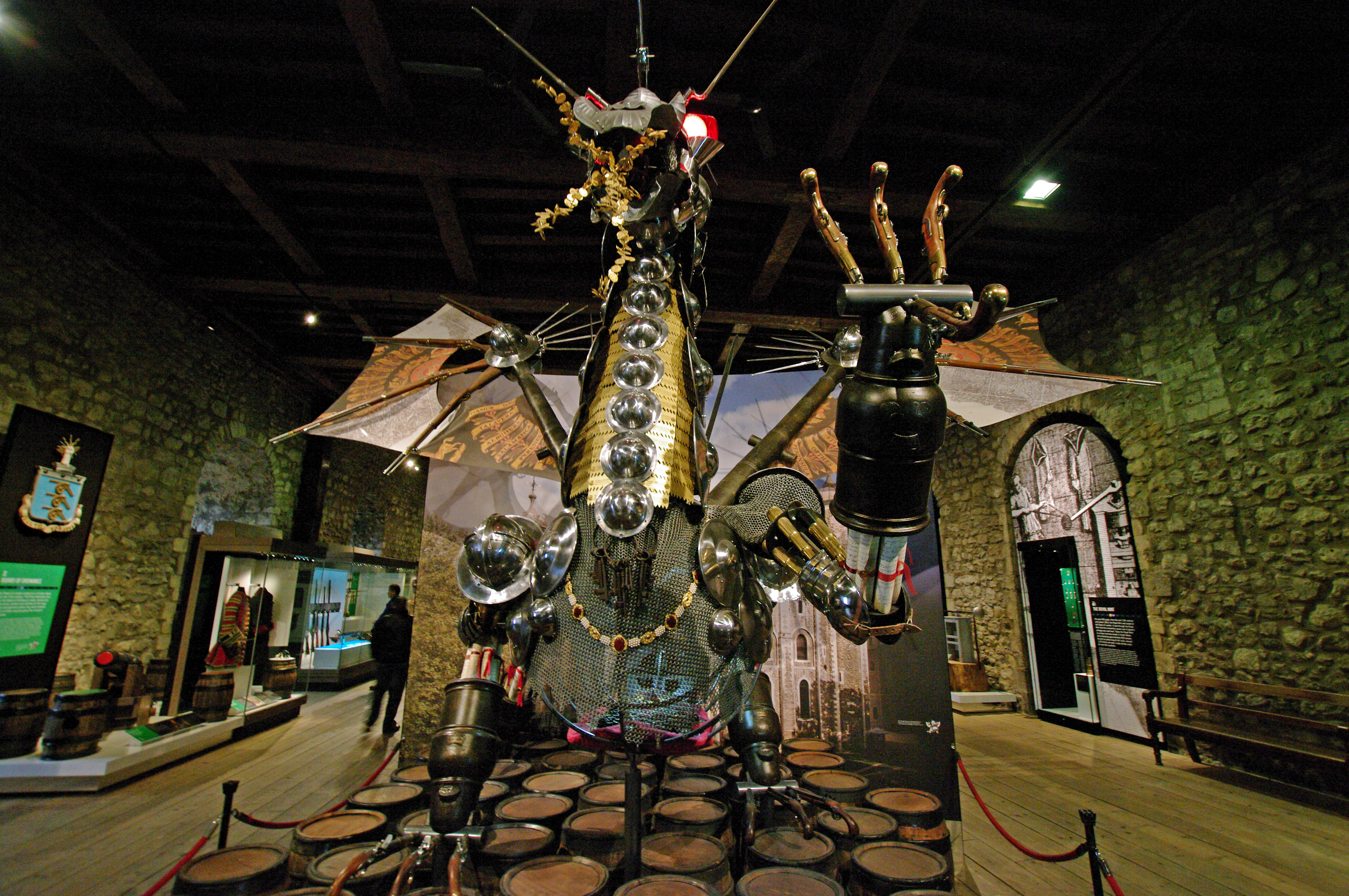
Moderne Nachbildung eines Small-Armouries-Display

Eine dritte Sammlung, die Small Armoury, entstand nach dem Bau des Grand Storehouse in dessen Obergeschoss. Hier standen vor allem 60.000 moderne Handwaffen, die zusammen mit geschnitzten Holzgerüsten in oft überlebensgroßen spektakulären Aufbauten und Figuren angeordnet waren. Die Small Armouries enthielten Drachen, Schlangen, Sonnen, Streitwagen, Wellen, Walknochen oder die „Hexe von Endor.“
Während die Small Armouries von Beginn an für Besucher angelegt war, entwickelte sich der Artillery Room erst langsam dazu. Dieser befand sich im Erdgeschoss des Grand Storehouse, wo die Artillerie des Towers und des Board of Ordnance lagerte. Neben den eigenen Waffen nutzte die Army das Gebäude auch, um hier besondere Waffen oder Beutestücke zu lagern, die dann wiederum schnell Besucher anzogen.
Sowohl Small Armouries als auch Artillery Room gingen beim Brand des Grand Storehouses im Jahr 1841 verloren. Von beiden existieren zahlreiche schriftliche Beschreibungen, allerdings keine Bildzeugnisse.

### Queen Elizabeth’s Armoury
Unter dem Duke of Wellington, der in der ersten Hälfte des 19. Jahrhunderts als Konstabler des Tower diente, wurde die Ausstellung 1831 in Elizabeth’s Armoury umbenannt. Der Duke trug damit der Tatsache Rechnung, dass mittlerweile die meisten Ausstellungsstücke nicht mehr von der Spanischen Armada stammten. Der neue Name geht auf Elisabeth I. zurück, die die Sammlung begründet hatte.
Die Ausstellung befand sich zu dieser Zeit in einem Raum im White Tower. Sie zeigte vor allem verschiedenste Waffen aller Zeitalter. Und obwohl sie auch noch Waffen zweifelhafter Authentizität zeigte (z. B. die Axt, mit der Anne Boleyn der Kopf abgeschlagen wurde, oder die Waffen legendärer englischer Könige), vermerkte der Katalog bereits, dass die Anekdoten und Geschichten oft wenig glaubwürdig seien.
Darüber hinaus fanden sich verschiedene Folterinstrumente in dem Ausstellungsraum. Sowohl Waffen als auch Folterinstrumente waren frei zugänglich, die Besucher durften sie berühren, hochheben und vorsichtig ausprobieren.
Am Ende des Raums stand eine Figur von Queen Elisabeth I. Ähnlich wie die Könige in der Line of Kings saß sie auf einem Pferd. Sie wurde dabei von einem Pagen unterstützt. Elizabeth trug dazu das Kleid, das sie auch trug, als sie in der St Paul’s Cathedral Gott dafür dankte, die spanische Armada zurückgeschlagen zu haben.
Der Raum, in dem sich Queen Elizabeth’s Armoury befand, diente zeitweise auch als Gefängniszelle. Verschiedene Gefangene hinterließen Inschriften und Bilder an den Wänden, die eine Ergänzung zur Ausstellung der Waffen und Folterinstrumenten bildeten. Vom Raum aus öffnete sich die Tür zu einem deutlich kleineren fensterlosen Raum. Dieser soll der Überlieferung nach die Zelle von Walter Raleigh gewesen sein.

### Seit 1996
Im Jahr 1996 zog die Sammlung erstmals aus dem Tower of London aus. Im Zuge der Dezentralisierung des Vereinigten Königreichs sollten in den 1990ern erstmals große Museen London verlassen und in andere Bereiche des Landes ziehen. Für die Royal Armouries wurde ein spezieller Museumsbau in Leeds in Yorkshire im Norden Englands errichtet.
Eine besondere Ausstellung zeigte das Museum 2008 in Leeds, als es sich erstmals Waffen zuwendete, die für Kinofilme hergestellt worden waren. Das Herzstück der Ausstellung waren 120 Waffen und Rüstungsgegenstände, die von Weta Workshop für die Der-Herr-der-Ringe-Trilogie hergestellt worden waren. Diese Ausstellung wurde von insgesamt 160.000 Menschen besucht,

## Gebäude

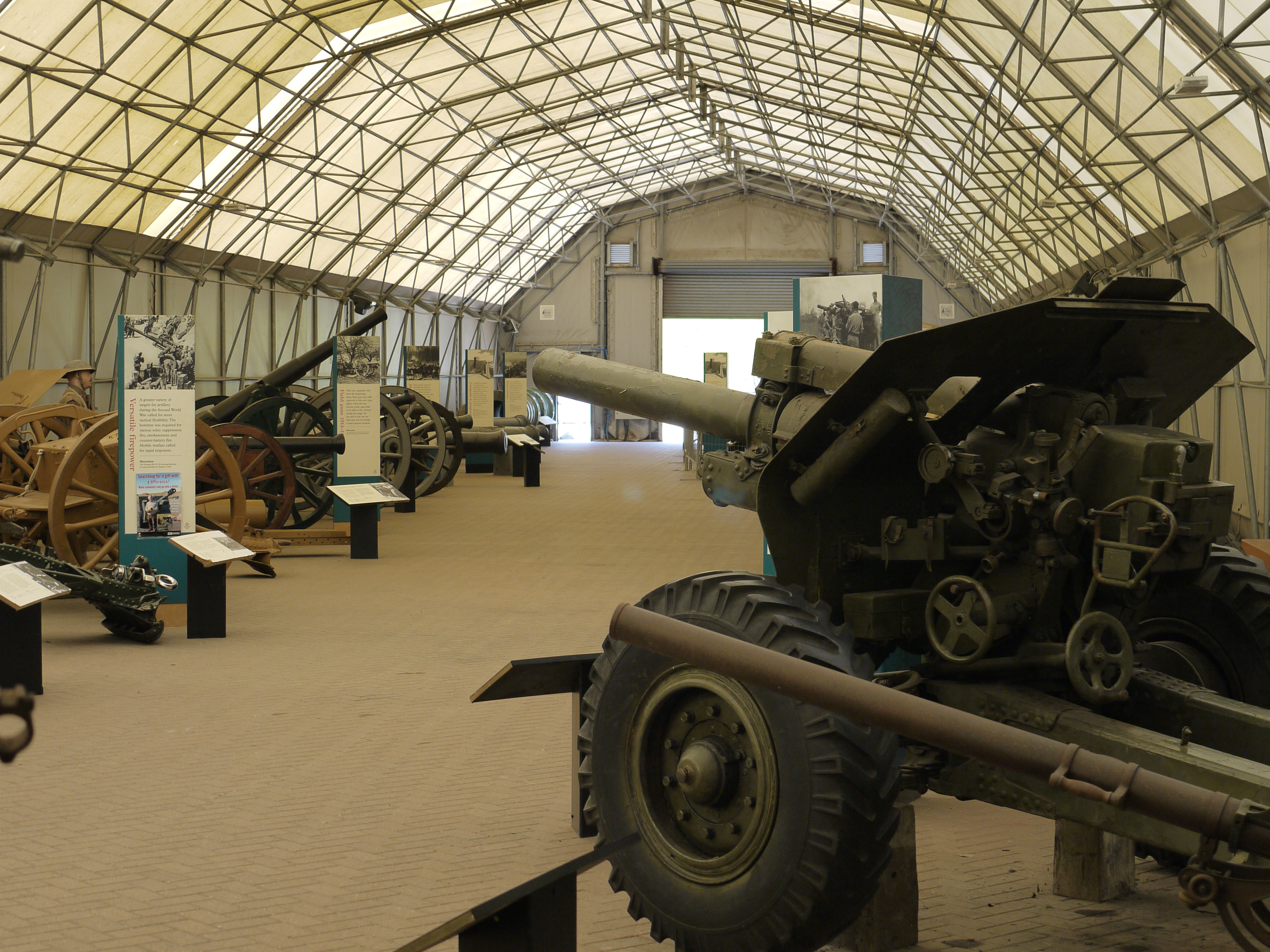
Artilleriehalle in Fort Nelson

Ursprünglich befand sich Royal Armouries im Tower of London. Erst am Ende des 20. Jahrhunderts begann das Museum, weitere Gebäude zu errichten, um Ausstellungsstücke zu zeigen, die im Tower selbst keinen Platz mehr fanden.
Der größte Teil der Sammlung wird mittlerweile in Leeds ausgestellt. Nachdem die Räume im Tower schon seit Jahrhunderten zu klein gewesen waren und fast die gesamte Sammlung im Arsenal gelegen war, schuf das Museum 1996 neue Räume, um zumindest einen größeren Teil der Sammlung ausstellen zu können. Das 1996 in Leeds nach Plänen von Derek Walker errichtet Gebäude ist das erste Gebäude, das als Haus eines nationalen Museums außerhalb von London eröffnet wurde. Es folgte damit dem politischen Programm der Devolution im Vereinigten Königreich, das die zentrale Rolle Londons aufbrechen sollte. Der 42,5 Millionen Pfund teure, als Public Private Partnership errichtete Bau sollte erst in Sheffield oder in Leeds in Yorkshire errichtet werden, dort konnte jedoch keine Einigung mit den Stadtvätern erreicht werden. Im Jahr seiner Eröffnung kamen 360.000 Besucher in das Museum, das damit zu den Top 20 der meistbesuchten Museen des Landes zählt.

## Publikationen
Neben verschiedenen Büchern publizieren die Royal Armouries seit 2004 die wissenschaftliche Fachzeitschrift Arms & Armour als Nachfolger des Royal Armouries Yearbook.